# Passenger 57
Passenger 57 is een Amerikaanse actiefilm uit 1992 onder regie van Kevin Hooks, met Wesley Snipes in de hoofdrol.

## Verhaal
De terrorist Charles Rane is extreem meedogenloos en heeft meerdere keren vliegtuigen gekaapt. Hij wordt gearresteerd en geëscorteerd van Florida naar Los Angeles voor zijn proces. Rane neemt de controle over het vliegtuig over. Toevallig is John Cutter ook passagier van het vliegtuig, een van de best opgeleide contraterroristen ter wereld. Een hevig duel begint en het lot van de passagiers hangt af van wie er wint.

## Rolverdeling
| Acteur                 | Personage                     |
| ---------------------- | ----------------------------- |
| Wesley Snipes          | John Cutter                   |
| Bruce Payne            | Charles Rane                  |
| Tom Sizemore           | Sly Delvecchio                |
| Alex Datcher           | Marti Slayton                 |
| Bruce Greenwood        | Stuart Ramsey                 |
| Robert Hooks           | FBI-agent Dwight Henderson    |
| Elizabeth Hurley       | Sabrina Ritchie               |
| Michael Horse          | Forget                        |
| Marc Macaulay          | Vincent                       |
| William Edward Roberts | Matthew (als Cameron Roberts) |
| James Short            | Allen                         |
| Ernie Lively           | Sheriff Leonard Biggs         |
| Duchess Tomasello      | Mrs. Edwards                  |
| Gary Rorman            | Douglas                       |
| Zachary McLemore       | Norman                        |
| Lesa Thurman           | Normans moeder                |
| Joel Fogel             | Dr. Bauman                    |
| Elena Ayala            | Lisa Cutter                   |